# Bàsquet als Jocs Olímpics d'estiu de 1964
Als Jocs Olímpics d'Estiu de 1964 celebrats a la ciutat de Tòquio (Japó) es disputà una competició de bàsquet en categoria masculina. La prova es disputà entre els dies 11 i 23 d'octubre de 1964.

## Comitès participants
Hi participaren un total de 189 jugadors de 16 comitès nacionals diferents.
| - Austràlia - Brasil - Canadà - Corea del Sud | - Estats Units - Finlàndia - Hongria - Itàlia | - Iugoslàvia - Japó - Mexico - Perú | - Polònia - Puerto Rico - Unió Soviètica - Uruguai |

## Resum de medalles
| Prova           | Or | Argent | Bronze |
| Bàsquet masculí | Estats Units Jim Barnes · Bill Bradley · Larry Brown · Joe Caldwell · Mel Counts · Richard Davies · Walt Hazzard · Lucious Jackson · John McCaffrey · Jeff Mullins · Jerry Shipp · George Wilson | Unió Soviètica Valdis Muižnieks · Nikolay Bagley · Armenak Alachachian · Alexandr Travin · Viacheslav Khrynin · Jānis Krūmiņš · Levan Moseshvili · Yury Korneev · Alexandr Petrov · Gennady Volnov · Jaak Lipso · Juris Kalniņš | Brasil Amaury Pasos · Wlamir Marques · Ubiratan Pereira · Carlos Massoni · Friedrich Braun · Carmo De Souza · Jatyr Schall · Edson Bispo · Antonio Sucar · Victor Mirshawka · Sergio De Toledo · Jose Edvar |

## Medaller
| Posició | País           | Or | Argent | Bronze | Total |
| 1       | Estats Units   | 1  | 0      | 0      | 1     |
| 2       | Unió Soviètica | 0  | 1      | 0      | 1     |
| 3       | Brasil         | 0  | 0      | 1      | 1     |

## Resultats

### Ronda preliminar
Els equips són situats en dos grups de 8, jugant set partits entre els membres del grup. Són atorgats 2 punts per victòria i 1 punt per derrota.
Grup A
| Lloc | Equip          | PG | PP | Punts |
| ---- | -------------- | -- | -- | ----- |
| 1    | Unió Soviètica | 7  | 0  | 14    |
| 2    | Puerto Rico    | 5  | 2  | 12    |
| 3    | Polònia        | 4  | 3  | 11    |
| 4    | Itàlia         | 4  | 3  | 11    |
| 5    | Mexico         | 3  | 4  | 10    |
| 6    | Japó           | 3  | 4  | 10    |
| 7    | Hongria        | 2  | 5  | 9     |
| 8    | Canadà         | 0  | 7  | 7     |

| - Polònia derrota Hongria 56-53 - Puerto Rico derrota Mèxic 73-55 - Unió Soviètica derrota Hongria 84-42 - Japó derrota Canadà 58-37 - Unió Soviètica derrota Puerto Rico 82-63 - Japó derrota Hongria 58-41 - Itàlia derrota Canadà 66-54 - Mèxic derrota Polònia 71-70 - Mèxic derrota Canadà 78-68 - Itàlia derrota Hongria 77-73 - Unió Soviètica derrota Japó 72-59 - Itàlia derrota Mèxic 85-80 - Puerto Rico derrota Polònia 66-60 - Japó derrota Itàlia 72-68 | - Hongria derrota Mèxic 69-61 - Unió Soviètica derrota Polònia 74-65 - Puerto Rico derrota Canadà 88-69 - Puerto Rico derrota Hongria 74-59 - Polònia derrota Canadà 74-69 - Mèxic derrota Japó 64-62 - Unió Soviètica derrota Itàlia 76-67 - Puerto Rico derrota Japó 65-55 - Unió Soviètica derrota Canadà 87-52 - Itàlia derrota Puerto Rico 74-64 - Polònia derrota Japó 81-57 - Unió Soviètica derrota Mèxic 87-76 - Hongria derrota Canadà 70-59 - Polònia derrota Itàlia 61-58 |

Group B
| Lloc | Equip         | PG | PP | Punts |
| ---- | ------------- | -- | -- | ----- |
| 1    | Estats Units  | 7  | 0  | 14    |
| 2    | Brasil        | 5  | 2  | 12    |
| 3    | Iugoslàvia    | 5  | 2  | 12    |
| 4    | Uruguai       | 4  | 3  | 11    |
| 5    | Finlàndia     | 3  | 4  | 10    |
| 6    | Austràlia     | 2  | 5  | 9     |
| 7    | Perú          | 2  | 5  | 9     |
| 8    | Corea del Sud | 0  | 7  | 7     |

| - Finlàndia derrota Corea del Sud 80-72 - Uruguai derrota Finlàndia 73-55 - Iugoslàvia derrota Austràlia 74-70 - Brasil derrota Corea del Sud 92-65 - Estats Units derrota Uruguai 83-28 - Iugoslàvia derrota Perú 73-64 - Brasil derrota Finlàndia 61-54 - Austràlia derrota Corea del Sud 65-58 - Finlàndia derrota Austràlia 61-59 - Perú derrota Corea del Sud 84-57 - Brasil derrota Uruguai 80-68 - Perú derrota Brasil 58-50 - Estats Units derrota Iugoslàvia 69-61 - Iugoslàvia derrota Corea del Sud 99-66 | - Finlàndia derrota Perú 63-59 - Estats Units derrota Brasil 86-53 - Uruguai derrota Austràlia 58-57 - Estats Units derrota Corea del Sud 116-50 - Iugoslàvia derrota Finlàndia 74-45 - Brasil derrota Austràlia 69-57 - Uruguai derrota Perú 69-59 - Iugoslàvia derrota Uruguai 84-71 - Estats Units derrota Austràlia 78-45 - Uruguai derrota Corea del Sud 105-64 - Brasil derrota Iugoslàvia 68-64 - Estats Units derrota Finlàndia 77-51 - Austràlia derrota Perú 81-62 - Estats Units derrota Perú 60-45 |

### Semifinals
Els dos primers equips de cada grup juguen la semifinal que determinarà els quatre primers llocs, jugant el vencedor de cada grup amb el segon de l'altre. El tercer i quart de la ronda preliminar juguen encreuats amb els de l'altre grup per determinar els llocs del cinquè al vuitè, i així successivament.
| Posició | Equip          | Resultat | Equip         |
| ------- | -------------- | -------- | ------------- |
| 13è-16è | Hongria        | 99-83    | Corea del Sud |
| 13è-16è | Canadà         | 82-81    | Perú          |
|         |                |          |               |
| 9è-12è  | Austràlia      | 70-58    | Mexico        |
| 9è-12è  | Japó           | 54-45    | Finlàndia     |
|         |                |          |               |
| 5è-8è   | Polònia        | 82-69    | Uruguai       |
| 5è-8è   | Itàlia         | 75-63    | Iugoslàvia    |
|         |                |          |               |
| 1r-4t   | Unió Soviètica | 53-47    | Brasil        |
| 1r-4t   | Estats Units   | 62-42    | Puerto Rico   |

### Finals
El vencedor de cada parell de semifinals s'enfronta amb el perdedor de l'altre semifinal del seu grup.
| Posició | Equip        | Resultat | Equip          |
| ------- | ------------ | -------- | -------------- |
| 15è-16è | Perú         | 71-66    | Corea del Sud  |
|         |              |          |                |
| 13è-14è | Hongria      | 68-65    | Canadà         |
|         |              |          |                |
| 11è-12è | Finlàndia    | 73-72    | Mexico         |
|         |              |          |                |
| 9è-10è  | Austràlia    | 64-57    | Japó           |
|         |              |          |                |
| 7è-8è   | Iugoslàvia   | 78-55    | Uruguai        |
|         |              |          |                |
| 5è-6è   | Itàlia       | 79-59    | Polònia        |
|         |              |          |                |
| 3r-4t   | Brasil       | 76-60    | Puerto Rico    |
|         |              |          |                |
| 1r-2n   | Estats Units | 73-59    | Unió Soviètica |